# Salamu Mezhidov
Salamu Mezhidov, né le 10 février 1981, est un judoka russe évoluant dans la catégorie des moins de 73 kg (poids légers).

## Palmarès

### Championnats d'Europe
- Championnats d'Europe 2006 à Tampere (Finlande) :
  -  Médaille de bronze en moins de 73 kg.

- Championnats d'Europe 2007 à Belgrade (Serbie) :
  -  Médaille d'or en moins de 73 kg.

### Divers
- Principaux tournois :
  - 2 podiums au Tournoi de Paris (3e en 2003, 2e en 2006).
  - 3 podiums au Tournoi de Moscou (3e en 2004, 1er en 2005, 1er en 2006).

- Par équipes :
  -  Vice-champion du monde par équipes en 2006 à Paris (France).